# Municipio de Amo
El municipio de Amo (en inglés: Amo Township) es un municipio ubicado en el condado de Cottonwood en el estado estadounidense de Minnesota. En el año 2010 tenía una población de 132 habitantes y una densidad poblacional de 1,42 personas por km².

## Geografía
El municipio de Amo se encuentra ubicado en las coordenadas 43°58′12″N 95°16′21″O / 43.97000, -95.27250. Según la Oficina del Censo de los Estados Unidos, el municipio tiene una superficie total de 92.72 km², de la cual 90,9 km² corresponden a tierra firme y (1,96 %) 1,82 km² es agua.

## Demografía
Según el censo de 2010, había 132 personas residiendo en el municipio de Amo. La densidad de población era de 1,42 hab./km². De los 132 habitantes, el municipio de Amo estaba compuesto por el 95,45 % blancos, el 0,76 % eran afroamericanos, el 3,79 % eran asiáticos. Del total de la población el 0 % eran hispanos o latinos de cualquier raza.